# Afrika Korps

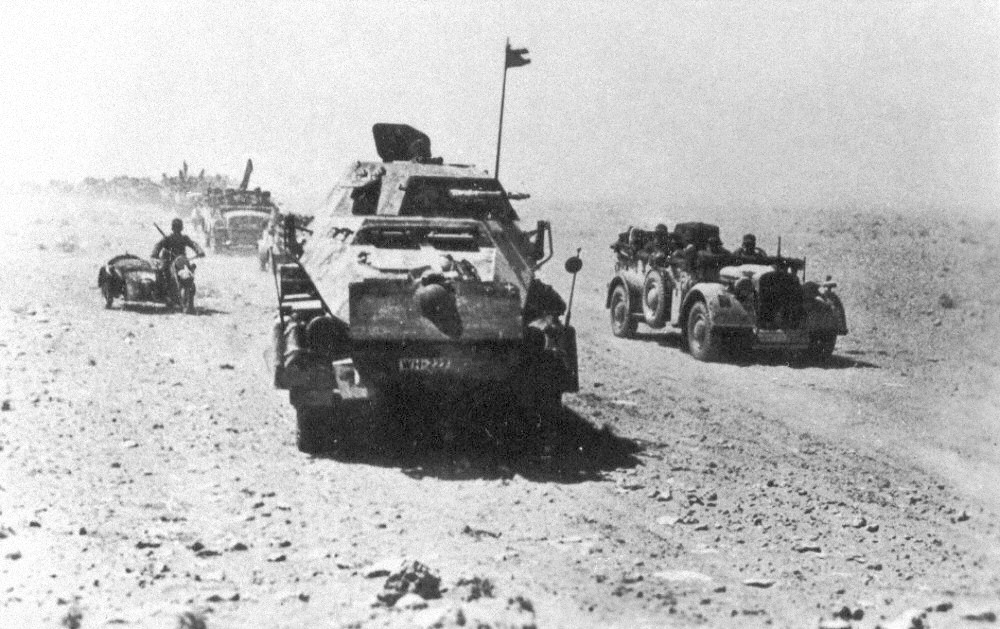
Avanç de la secció 39 Panzerjäger ("caçatancs")

L'Afrika Korps va ser el cos expedicionari de l'exèrcit alemany que operà al nord d'Àfrica (Líbia, Tunísia i Egipte) entre el 1941 i el 1943. Es va formar l'11 de gener de 1941 i un dels generals preferits d'Adolf Hitler, Erwin Rommel, va ser designat com a comandant l'11 de febrer. Originalment, Hans von Funck l'havia de comandar, però Hitler odiava a von Funck, ja que havia estat un oficial d'estat major de Werner von Fritsch fins que von Fritsch va ser acomiadat el 1938.
L'Afrika Korps va ser reestructurat i rebatejat l'agost de 1941. "Afrikakorps" va ser el nom oficial de la força durant menys de sis mesos, però els oficials i els homes el van utilitzar durant tot el temps. L'Afrikakorps va ser el principal component alemany del Panzerarmee Afrika, que més tard va ser rebatejat com a Deutsch-Italienische Panzerarmee i finalment rebatejat com a Heeresgruppe Afrika (Grup d'exèrcits Àfrica) durant els vint-i-set mesos de la campanya del desert.
El fracàs italià en la seva ofensiva contra Egipte, que va acabar en desgràcia, va fer que Hitler hagués d'enviar unes divisions alemanyes a l'Àfrica per a ajudar els italians a resistir l'atac de l'exèrcit britànic, que des d'Egipte estava ocupant Líbia. Dirigides pel Mariscal Erwin Rommel, aquestes tropes van lluitar pels deserts de Líbia i van entrar a Egipte el 1942. L'Àfrika Korps va combatre al costat de les tropes italianes, que lluitant eren molt menys efectives i mal equipades. Quan Rommel va ser ascendit a l'exèrcit Panzer d'Àfrica recentment format, el seu comandament incloïa diverses unitats italianes, incloses quatre divisions d'infanteria. Dues divisions blindades italianes, Ariete i Trieste, van romandre inicialment sota control italià com el XX Cos Motoritzat italià sota el comandament del general Gastone Gambara.
Amb les seves unitats mancades de reforços, l'Afrika Korps va lluitar a la batalla de l'Alamein on va ser delmat definitivament. Després d'una llarga retirada, la major part de les seves tropes van ser capturades a Tunis el 1943.